# Fiat 2411 Cansa
Il Fiat 2411 Cansa è un modello di filobus realizzato in Italia dalla metà degli anni '50, subentrando al Fiat 2401 Cansa, ai primi anni '60 quando è iniziata la produzione del Fiat 2411/1 Cansa.

## Caratteristiche
È un filobus lungo 11 metri con guida a destra e due porte a libro. Fu prodotto dalla Fiat Veicoli Industriali nella classica livrea biverde, carrozzato dalla Cansa di Cameri e dotato di equipaggiamento elettrico "CGE" o "TIBB". Negli anni seguenti la carrozzeria ha assunto le più svariate colorazioni a seconda dell'azienda proprietaria.

## Diffusione
Il Fiat Cansa 2411 è stato uno dei più riusciti modelli costruiti in Italia, presente nei parchi filoviari di molte realtà della Penisola quali Bologna, Modena, Torino, Mestre, Livorno, Verona, San Remo, Padova e Pisa.
21 esemplari sono stati poi allestiti, nel 1959–60, per la città turca di Smirne.

## Conservazione
- La "Riviera Trasporti (RT)" di San Remo, che gestisce la filovia della Riviera dei Fiori, ha restaurato dopo un periodo di accantonamento il Fiat 2411 Cansa n. 29 dell'allora STEL. Altri esemplari restaurati si trovano a Livorno, come la vettura n. 63 ex-ATAM; a Modena, dove l'ATCM ha preservato la n. 33 in livrea avana-arancio dal 1986 al 2008. Dopo un accurato restauro esteriore (dicembre 2008 – maggio 2009) nei colori originali biverde del 1959, dal 20 maggio 2009 è stata collocata all'aperto presso il deposito ATCM (SETA nel 2015) di Modena.